# Застава Северне Македоније
Застава Северне Македоније је званична застава ове државе усвојена 5. октобра 1995. године, када је промењена дотадашња застава. Заставу представља рађајуће златно-жуто сунце на црвеној позадини. Сунце има осам зракова који се шире од сунчевог диска ка рубовима заставе.

## Симболика
Македонско сунце представља „ново сунце слободе” (мкд. ново сонце на слободата), опевано и у македонској химни Денес над Македонија:

## Изглед
Застава је у размеру 1:2 (висина/ширина), са две боје: 
| Систем боја           | Црвена    | Жута       |
| --------------------- | --------- | ---------- |
| RGB                   | 216-33-38 | 248-233-46 |
| Хексадецимални систем | #D82126   | #F8E92E    |

### Предложени дизајн за заставу
Пре него што је усвојен садашњи дизајн, постојало је више предлога како би застава могла да изгледа:
- Предлог заставе из 1995.[1]
- Предлог заставе из 1995.[1]
- Предлог заставе из 1995.[1]
- Предлог заставе из 1995.[1]
- Предлог заставе из 1995.[1]
- Предлог заставе из 1995.[1]
- Предлог заставе из 1995.[1]
- Предлог заставе из 1995.[1]
- Предлог заставе из 1995.[1]
- Последњи предлог, са малим изменама и усвојен[1]

## Историја

### Претходне заставе
- Застава Народне Републике Македоније 1944–1946.
- Застава Социјалистичке Републике Македоније 1946–1992.
- Застава Републике Македоније 1992–1995.

- До 1995, на застави се налазило Вергинино сунце, које је због протеста званичне Грчке замењено садашњим.
- У оквиру СФРЈ, застава је била црвена са жутим оквиром петокраке звезде у горњем левом углу, а у периоду од 1944–1946. године петокрака се налазила на средини.